# It's Kind of a Funny Story
It's Kind of a Funny Story es una película  estadounidense de comedia dramática de 2010 protagonizada por Keir Gilchrist, Zach Galifianakis y Emma Roberts, y basada en la novela It's Kind of a Funny Story de Ned Vizzini.

## Sinopsis
A causa de una depresión, Craig (Keir Gilchrist), un adolescente de 16 años, es ingresado en un centro psiquiátrico. Una vez allí, resulta que la sala para jóvenes está cerrada, de modo que no tiene más remedio que acudir a la sala de adultos. Bobby (Zach Galifianakis), uno de los pacientes, pronto se convierte en su mentor y protector. Contando con su apoyo, Craig podrá conocer a un buen número de personas con diversos problemas, descubrirá sus talentos ocultos y se hará muy amigo de Noelle (Emma Roberts), una muchacha de su misma edad.

## Reparto
- Keir Gilchrist es Craig Gilner.
- Zach Galifianakis es Bobby.
- Emma Roberts es Noelle Clinton.
- Viola Davis es la Dra. Minerva.
- Lauren Graham es Lynn Gilner.
- Jim Gaffigan es George Gilner.
- Zoë Kravitz es Nia.
- Jeremy Davies es Smitty.
- Matthew Maher es Humble.
- Adrian Martinez es Johnny.
- Bernard White es Muqtada.
- Daniel London es Solomon.
- Novella Nelson es The Professor.
- MacIntyre Dixon es Roger.
- Aasif Mandvi es Dr. Mahmoud.
- Lou Myers es Billy.
- Thomas Mann es Aaron Fitzcarraldo.
- Mary Birdsong es la exesposa de Bobby.
- Molly Hager es Becca.
- Rosalyn Coleman es Monica.
- Willian Silvan es Willian.
- Morgan Murphy es Joanie.
- Stewart Steinberg es Charlie.
- Dana DeVestern es Alissa Gilner.

## Producción

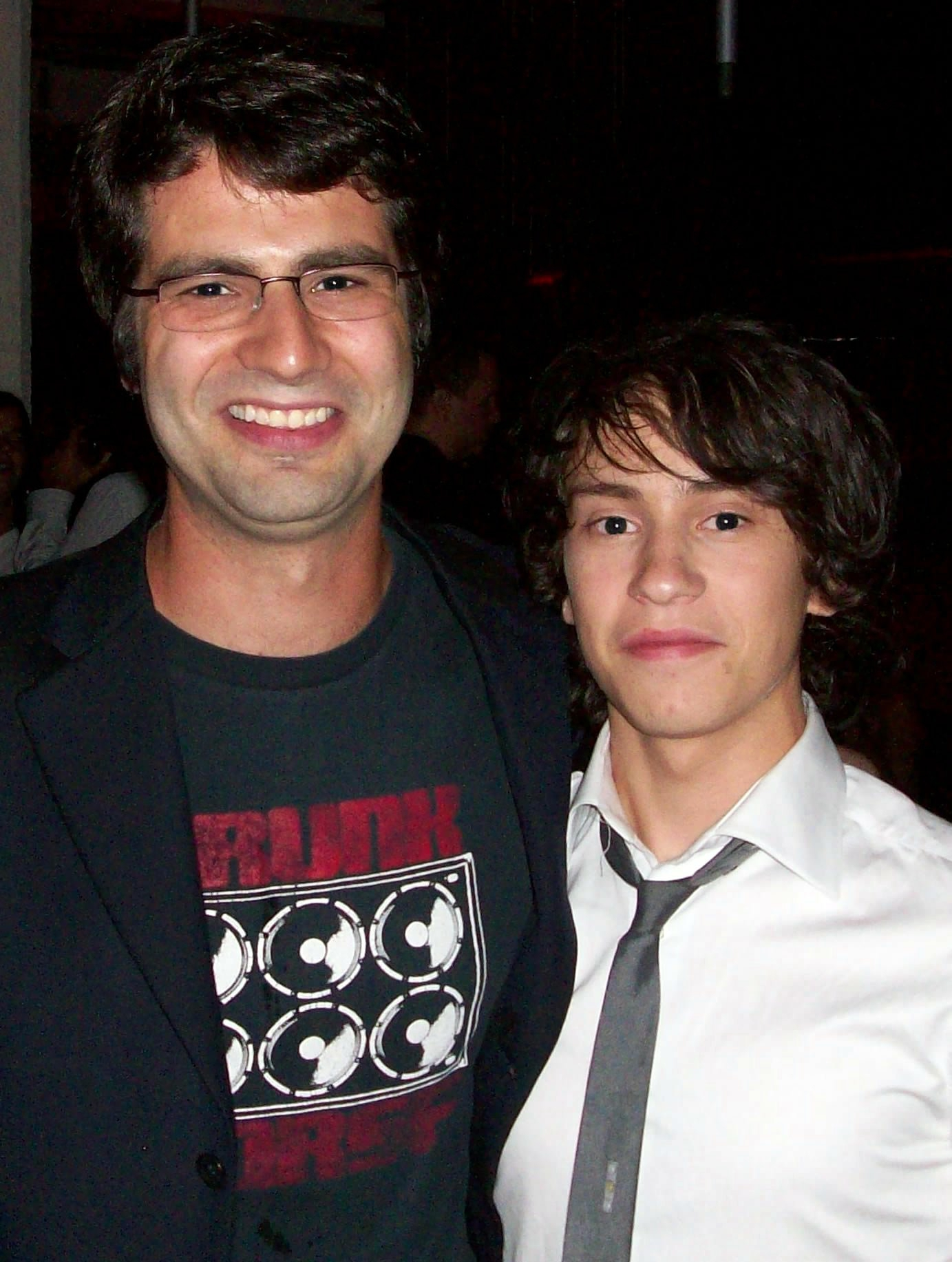
Ned Vizzini, escritor de la novela, y Keir Gilchrist, actor principal de la película, en el Festival de Cine Internacional de Toronto 2010.

En mayo de 2006, Paramount Pictures y MTV Films adquirió los derechos cinematográficos de la novela. Anna Boden y Ryan Fleck, fueron contratados para adaptar el guion. La película fue más tarde adquirida por Focus Features.
La producción comenzó en Nueva York el 30 de noviembre de 2009. El rodaje tomó cerca de seis semanas, finalizando el 2 de febrero de 2010. Las escenas tienen lugar en el Ejecutivo de ficción pre-profesional de High School fueron filmadas en Poly Prep Country Day School en Brooklyn, mientras que en el Woodhull Medical Center de Brooklyn se grabaron las escenas del Hospital.
La edición de la película fue finalizada el 13 de mayo de 2010. La banda canadiense Broken Social Scene trabajó en la banda sonora para la película.